# Sítios Rupestres de Alcinópolis
Os sítios arqueológicos de Alcinópolis são um grupo de 24 sítios arqueológicos com pinturas, gravuras ou ambas localizados em Alcinópolis no Mato Grosso do Sul.
Escavações que comprovaram a presença do homem há 12,6 mil anos na região de Alcinópolis, Coxim, Cassilândia e Chapadão do Sul.

## Lista de sítios
Os 24 sítios arqueológicos de Alcinópolis são:
1. Templo dos Pilares
2. Pata da Onça
3. Arco da Pedra
4. Barro Branco I
5. Barro Branco II
6. Barro Branco III
7. Barro Branco IV
8. Barro Branco V
9. Barro Branco VI
10. Barro Branco VII
11. Gruta do Pitoco
12. Pitoco II
13. Pitoco III
14. Casa da Pedra
15. Limeira
16. Arco do Limeira
17. Painel do Sucupira
18. Painel do Antropomorfo
19. Tampa
20. Duas Torres
21. Caverna do Urutau
22. Fazenda Fidalgo I
23. Fazenda Fidalgo II
24. Fazenda Fidalgo III